# Rivanna (Virginia)
Rivanna è un census-designated place (CDP) degli Stati Uniti d'America, situato nello stato della Virginia, nella contea di Albemarle. Secondo il censimento del 2020 gli abitanti di Rivanna ammontavano a 2174.